# Bouleutérion de Reggio de Calabre
Le Bouleutérion de Reggio de Calabre désigne les vestiges d'un ancien bâtiment de la Grande-Grèce identifiés comme Bouleutérion (en grec : βουλευτήριον) ou l'Odéon (en grec ; Ωδείον) de Reggio de Calabre (ville métropolitaine de Reggio de Calabre). Ils sont situés dans le bloc délimité par Via del Torrione, Via Demetrio Tripepi, Via XXIV Maggio et Via San Paolo, dans le centre-ville historique,.
Le bâtiment reste aujourd'hui un tronçon de koïlon (en grec : κοῖλον), situé au sous-sol d'un immeuble appartenant à la Surintendance archéologique de la Calabre.

## Description

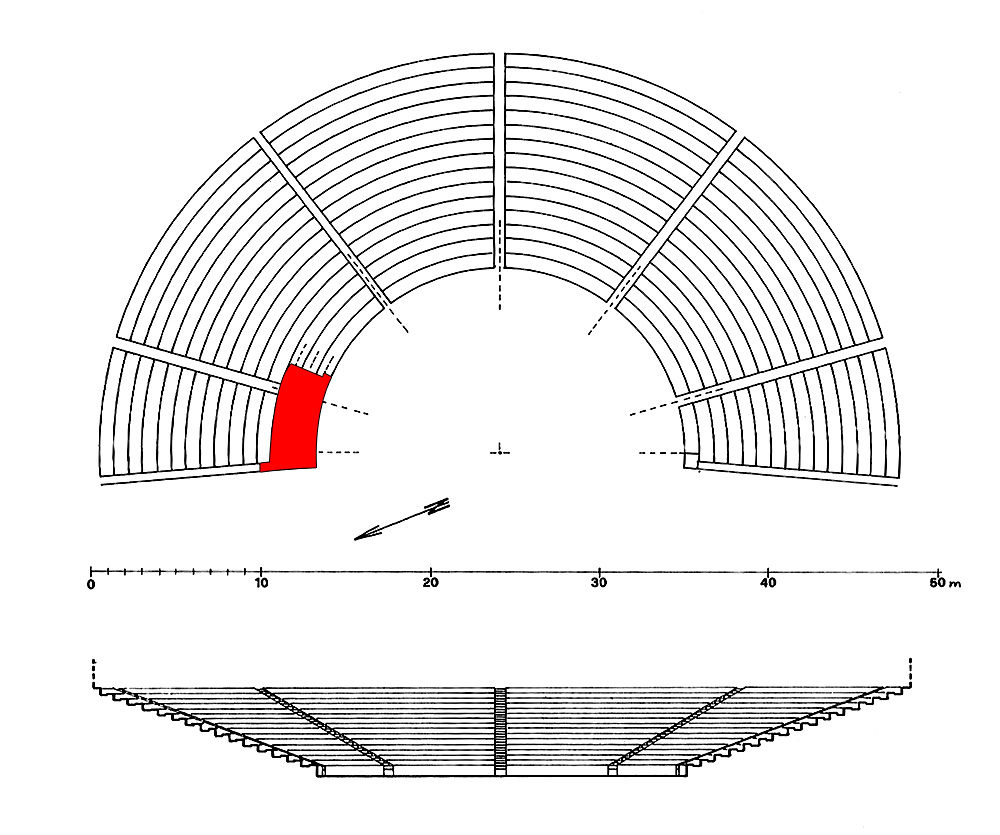
Une reconstruction de l'Odéon/Ekklesiasterion de Reggio, dans l'image la ruine survivante est mise en valeur.

Lors des fouilles réalisées en 1922 par Paolo Orsi, les restes d'un édifice public situé à l'intérieur des murs de la ville, à une centaine de mètres de la zone sacrée de  Griso-Laboccetta.
Il a été initialement identifié par l'archéologue comme étant l'Odéon de la ville : un bâtiment semblable à un théâtre de taille modeste dédié aux exercices de chant, aux spectacles musicaux et aux concours de poésie et de musique. 
Maintenant, la théorie se consolide selon laquelle il s'agirait des restes d'un bouleutérion ou d'un Ekklesiasterion (en grec ancien : ἐκκλησιαστήριον) : un bâtiment de réunion de l'assemblée populaire. Il n'est donc pas improbable que l'assemblée voulue par Timoléon et ses stratèges ait eu lieu ici en 344 av. J.-C.
Paolo Orsi a trouvé non loin de l'édifice trois chapiteaux ioniques décorés de volutes, palmettes et oves, probablement soutenus par des fûts en bois qui, selon l'archéologue, ont dû être utilisés pour la scénographie de la tribune.
Les vestiges remontent entre le IVe et IIIe siècles av. J.-C., et très peu de vestiges du bâtiment sont visibles. D'après ce qui reste actuellement, on peut supposer que la structure, de plan circulaire, construite avec des blocs de calcaire carrés, comportait un escalier d'une quinzaine de niveaux pouvant contenir environ 1 500 à 1 600 sièges. On ne peut pas présumer de sa couverture et il est probable qu'il y avait un mur d'enceinte pour clôturer la zone.